# 小行星3909
小行星3909（3909 Gladys）是一颗绕太阳运转的小行星，为主小行星带小行星。该小行星于1988年5月15日发现。

## 轨道参数
小行星3909的轨道半长轴为2.6119139 UA，离心率为0.118。